# Каїрська балка
Каї́рська Ба́лка — ландшафтний заказник місцевого значення в Україні. Один з об'єктів природно-заповідного фонду Херсонської області. 
Розташований поблизу села Каїри Каїрської сільської ради Горностаївського району Херсонської області. 
Площа 665 га. Статус присвоєно 2001 року. 
На території природно-заповідного об'єту знаходяться типові та рідкісні степові ценози та залишки байрачних і заплавних природних лісів з рідкісними видами рослин, грибів і тварин. Заказник також слугує місцем годівлі птахів на прольоті.

## Галерея

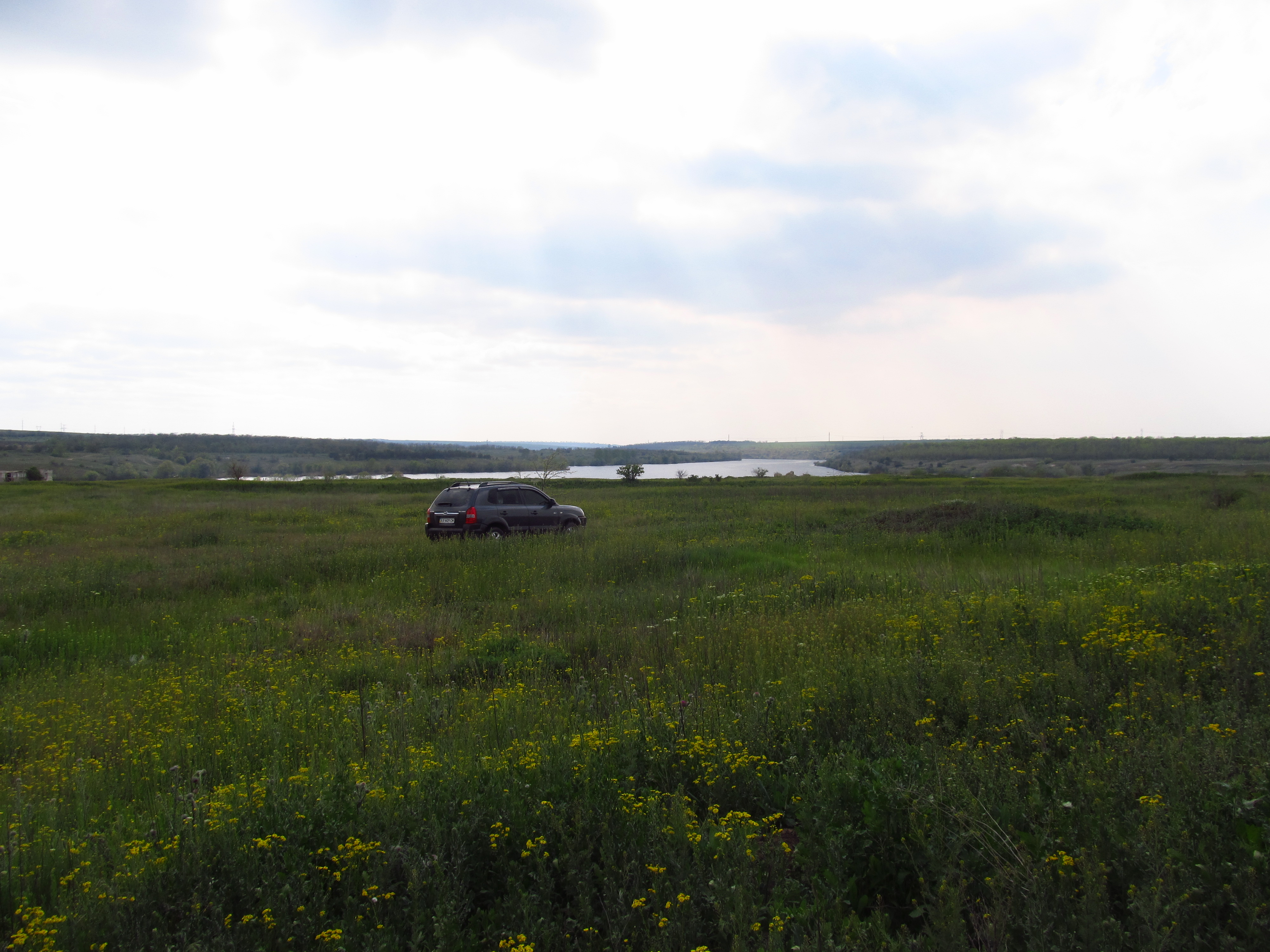
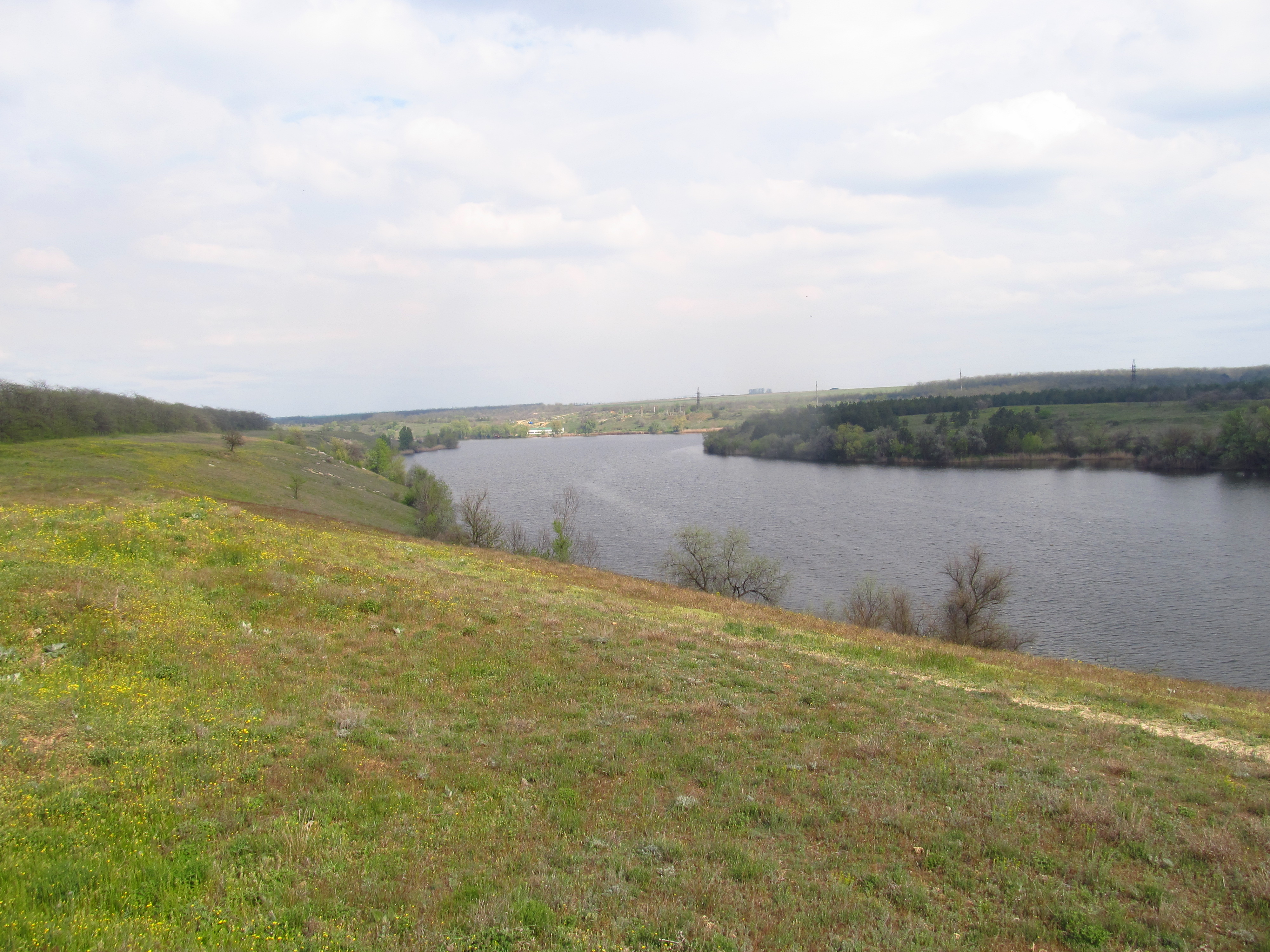